# Pura Pura
Pura Pura es una zona de la ciudad de La Paz, Bolivia. Se encuentra en la parte norte de la ciudad colindando con el Bosquecillo de Pura Pura, la extensión verde más grande la ciudad. Limita al sur con la exestación de ferrocarriles, al norte con el Bosquecillo, al oeste con el Bosquecillo, y al este con la autopista La Paz-El Alto.

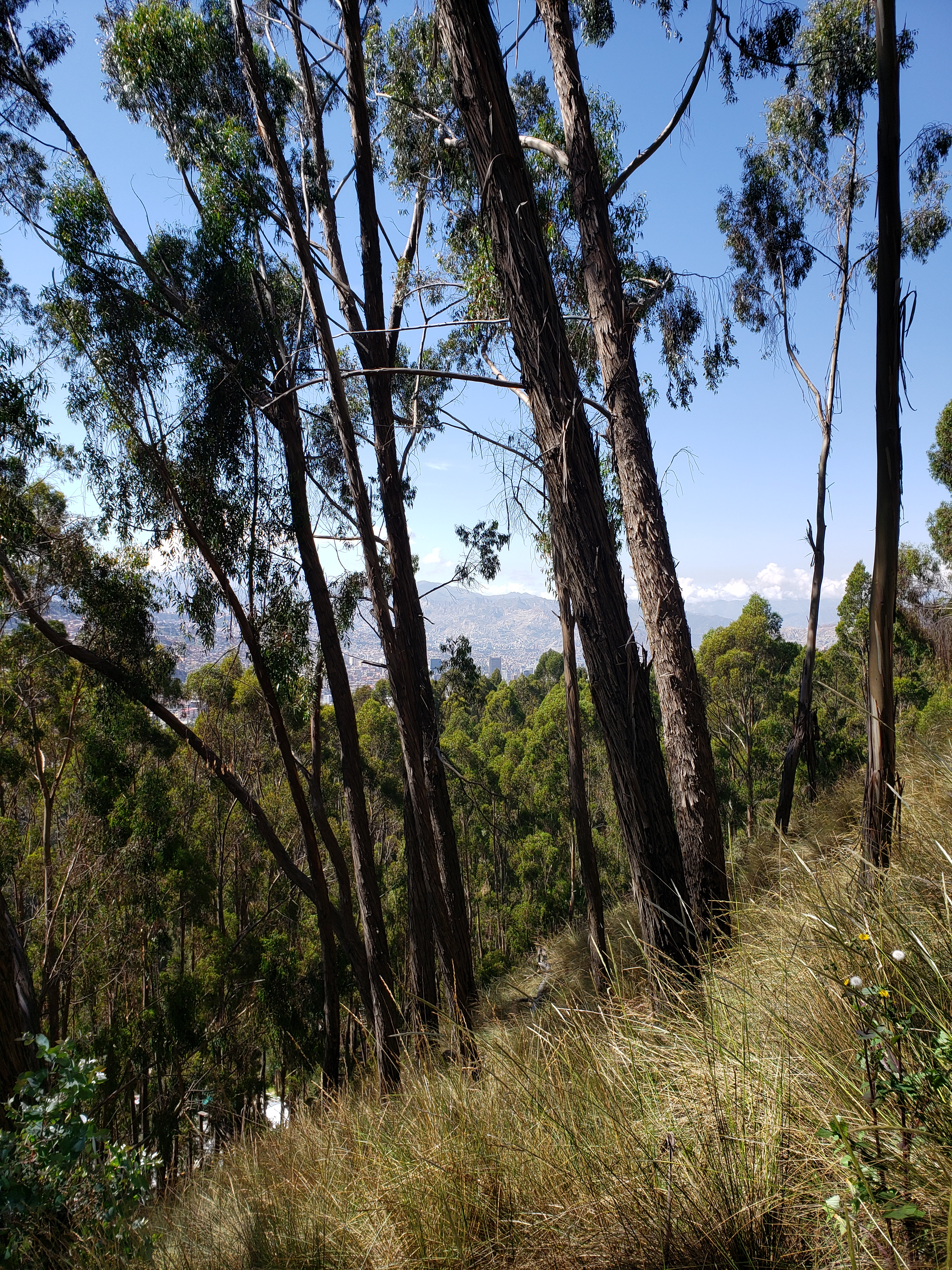
Vista al interior del bosquecillo.

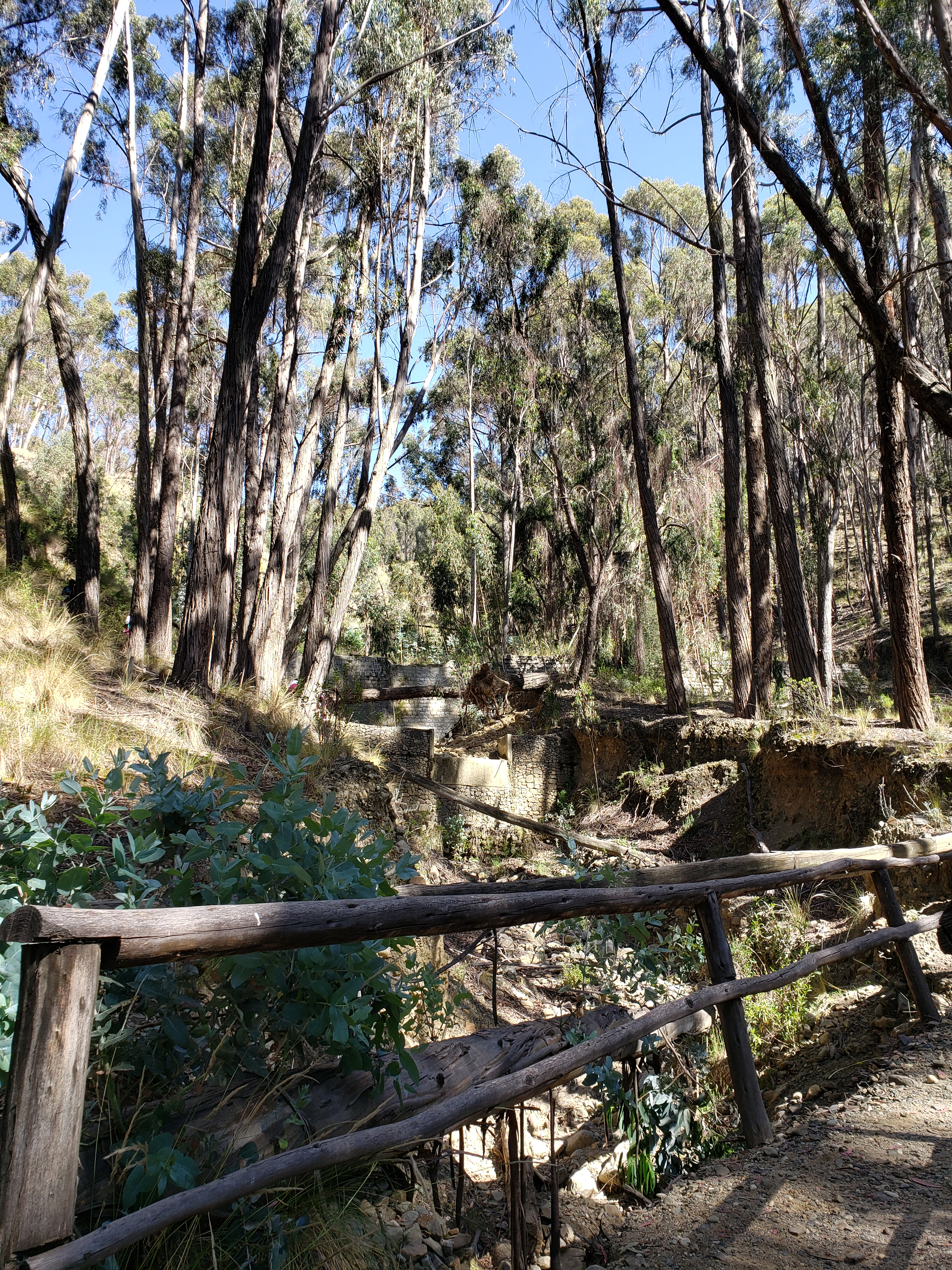
Sendero al interior del Bosquecillo.

## Historia
La zona fue creada el año 1976 hace 48 años después de la construcción de la autopista por evadidos del Paraguay bajo la presidencia de Hugo Banzer Suárez. Anteriormente a esta construcción, la zona se extendía hasta el lecho del río Choqueyapu.

## Clima
Se caracteriza por un clima frío y ventoso en invierno siendo las precipitaciones pluviales más frecuentes en esta zona. 

## Flora
El bosquecillo de la ciudad se extiende en gran parte de la zona y está conformado en su mayoría por eucaliptus que fueron plantados por la Rail Way Company, compañía inglesa que operaba los trenes en Bolivia en ese tiempo. En este mismo bosquecillo se encuentra el parque ecológico recreacioal más grande de Bolivia.